# Brevicornu bipartitum
Brevicornu bipartitum är en tvåvingeart som beskrevs av Lastovka och Loïc Matile 1974. Brevicornu bipartitum ingår i släktet Brevicornu och familjen svampmyggor. Arten är reproducerande i Sverige. Inga underarter finns listade i Catalogue of Life.